# Jacek Wysocki (piłkarz)
Jacek Wysocki (ur. 6 listopada 1980) – polski piłkarz występujący na pozycji obrońcy.

## Kariera klubowa
Wysocki zaczynał swoją karierę w Polonii Warszawa, jednakże nigdy nie zagrał w pierwszy zespole i przez dwa lata, które spędził w Polonii występował tylko w drużynie rezerw. Na początku 2000 roku przeszedł do Okęcia Warszawa. Po pół roku został zawodnikiem GKP Targówek. Przed sezonem 2000/01 podpisał kontrakt z występującym wówczas w Ekstraklasie GKS-em Katowice. Barwy tego klubu reprezentował przez dwa sezony, po czym odszedł do Aluminium Konin. Przed końcem kariery występował jeszcze w GKP Targówek, Mazurze Karczew oraz w Radomiaku Radom.
W polskiej I lidze rozegrał 29 spotkań.

## Życie osobiste
Jego brat, Daniel, także był piłkarzem i występował w takich klubach jak Hutnik Warszawa czy Dolcan Ząbki.